# غافين كامبل
غافين كامبل (بالإنجليزية: Gavin Campbell)‏ هو مقدم تلفزيوني بريطاني، ولد في 17 مارس 1946.

## وصلات خارجية
- غافين كامبل على موقع IMDb (الإنجليزية)
- غافين كامبل على موقع قاعدة بيانات الفيلم (الإنجليزية)